# Срнетица (планина)
Срнетица је планина у Босанској Крајини, југоисточно од Грмеча, са највишим врхом 1.465 m. Грађена је од кречњака, претежно обрасла шумом. Северни подножјем пролази пут Јајце—Бихаћ (бивши „пут АВНОЈ-а“), а западним предгорјем пут Дрвар—Босански Петровац.